# NJ-LUSO Parma
El NJ-LUSO Parma fue un equipo de fútbol de los Estados Unidos que jugó en la USL Premier Development League, la cuarta liga de fútbol más importante del país.

## Historia
Fue fundado en el año 2007 en la ciudad de Denville (New Jersey) con el nombre New Jersey Rangers como uno de los equipos de expansión de la USL Premier Development League en la temporada 2008.
Su primer partido lo jugaron ante Newark Ironbound Express, de la misma ciudad, y perdieron 1-4. Su primera victoria la consiguieron en junio al vencer al Hampton Roads Piranhas 1-0 con gol de Adam Kelemet. Nunca han clasificado a los playoffs y en el año 2010 cambiaron su nombre por el que tienen actualmente. No tiene ninguna relación con el Parma FC de Italia a pesar de llamarse parecido. 
El club desapareció al finalizar la temporada 2014 de la USL PDL.

## Entrenadores
- Ken Cherry (2008)
- Andy Rotsides (2009)
- Carlos Rasoilo (2010–14)

## Jugadores

### Jugadores destacados
- John Borrajo
- Dilly Duka
- Samuel Petrone
- Dominic Reinold